# Suhaja
Suhaja est un village de la municipalité de Čazma (comitat de Bjelovar-Bilogora) en Croatie. Selon le recensement de 2011, 204 personnes y habitent.